# Iris Eliisa Rauskala

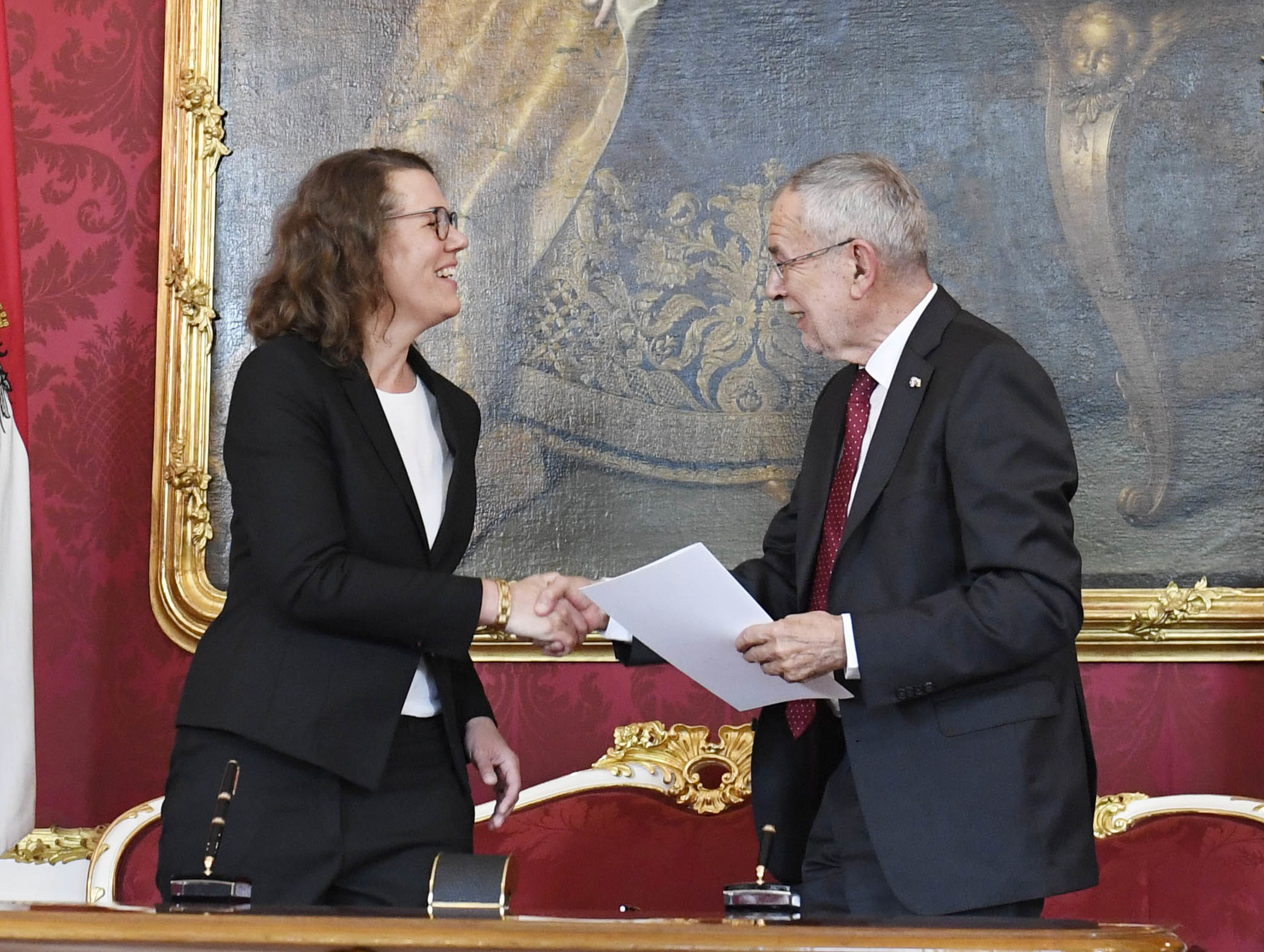
Investiture de Iris Eliisa Rauskala par le président Alexander Van der Bellen (2019).

Iris Eliisa Rauskala, née le 14 mars 1978 à Helsinki (Finlande), est une femme politique autrichienne, ministre fédérale de l'Enseignement du 3 juin 2019 au 7 janvier 2020.

## Biographie
Née d'un père scientifique finlandais, elle passe les quatre premières années de sa vie en Finlande avant d'emménager en Haute-Autriche. Après avoir obtenu sa maturité (équivalent du baccalauréat français) à Wels, elle part étudier l'économie internationale à l'Université d'Innsbruck et obtient son doctorat en 2009.
Le 3 juin 2019, elle est nommée ministre fédéral de l'Enseignement d'Autriche par le président Alexander Van der Bellen.

## Vie privée
Peu après sa nomination au poste de ministre en juin 2019, elle fait son coming-out lesbien,.